# Ксав'є Ніодого
Ксав'є Ніодого (Xavier Niodogo) (1954) — буркінський дипломат. Надзвичайний і Повноважний Посол Буркіна-Фасо в Німеччині, з одночасної акредитацією в Україні.

## Життєпис
З 28 березня 2003 по 13 грудня 2011року — Надзвичайний і Повноважний Посол Буркіна-Фасо в Німеччині;
З 27 липня 2007 по 13 грудня 2011року — Надзвичайний і Повноважний Посол Буркіна-Фасо в РФ за сумісництвом;
З 2009 по 13 грудня 2011року — Надзвичайний і Повноважний Посол Буркіна-Фасо в Україні за сумісництвом; Надзвичайний і Повноважний Посол Буркіна-Фасо в Польщі за сумісництвом; Надзвичайний і Повноважний Посол Буркіна-Фасо в Білорусі за сумісництвом

## Нагороди та відзнаки
- Медаль «Великий хрест за заслуги ордена За заслуги перед Федеративною Республікою Німеччина» (2011)[6].